# Tyler Cole (Schauspieler)
Tyler Cole (* 11. August 1985 in Berthoud, Colorado) ist ein US-amerikanischer Schauspieler, Synchronsprecher, Filmproduzent, Filmregisseur, Filmeditor, Drehbuchautor und Kameramann.

## Leben
Cole wurde als jüngstes von insgesamt vier Kindern eines Lehrerpaares geboren. Erste Erfahrungen als Schauspieler erhielt er im Rahmen von Aufführungen des Schultheaters und des Gemeinschaftstheaters. Mit Freunden produzierte er außerdem erste Kurzfilme. Erste professionelle Kurzfilme entstanden ab 2006, in denen er meistens die Regie und die Produktion übernahm, das Drehbuch verfasste und die Tätigkeiten als Filmeditor und Kameramann übernahm. Im selben Jahr debütierte er unter anderen im Spielfilm Equinox als Filmschauspieler. 2009 wirkte er in einer Episode der Fernsehserie Emergency Room – Die Notaufnahme mit. 2010 hatte er unter anderen eine Nebenrolle im Spielfilm Dinner für Spinner und eine Episodenrolle in der Fernsehserie Law & Order: LA inne. 2014 war er im Film Nightcrawler – Jede Nacht hat ihren Preis als Feuerwehrmann zu sehen. Im selben Jahr spielte er in einer Episode der Fernsehserie The Mindy Project mit. Von 2014 bis 2016 wirkte er in verschiedenen Tätigkeiten an der Fernsehserie Oh the Humanity! mit. 2015 war er in den Kurzfilmen Finding Forty-Eight und Sparked als Synchronsprecher im Einsatz. 2017 spielte er im Kriegsfilm Operation Dünkirchen die Rolle des Roger King. 2023 übernahm er in der Filmproduktion Falling Sons die Hauptrolle des Malcolm Somerset.

## Filmografie (Auswahl)

### Schauspiel
- 2006: Complex (Kurzfilm)
- 2006: Equinox
- 2007: Clockturn (Kurzfilm)
- 2007: Clarity (Kurzfilm)
- 2007: Clockwork
- 2008: Moments
- 2009: The Summer Fall (Kurzfilm)
- 2009: Cabin Pressure (Kurzfilm)
- 2009: Emergency Room – Die Notaufnahme (ER, Fernsehserie, Episode 15x14)
- 2009: The Broken Dawn (Kurzfilm)
- 2010: Dinner für Spinner (Dinner for Schmucks)
- 2010: Law & Order: LA (Law & Order: Los Angeles, Fernsehserie, Episode 15x14)
- 2010: Liquor Day Saints
- 2012: We’re Always Like This
- 2013: Uncharted: Hidden Tyrants (Kurzfilm)
- 2013: Hearts & Spades (Kurzfilm)
- 2014: Winners (Fernsehserie, 8 Episoden)
- 2014: Nightcrawler – Jede Nacht hat ihren Preis (Nightcrawler)
- 2014: Blend (Kurzfilm)
- 2014: The Mindy Project (Fernsehserie, Episode 3x05)
- 2014–2016: Oh the Humanity! (Fernsehserie, 2 Episoden, verschiedene Rollen)
- 2015: Knavish Folk
- 2015: Finding Forty-Eight (Kurzfilm)
- 2015: Catalyst
- 2015: 40 Hours (Fernsehfilm)
- 2015: Down from the Mountaintop (Fernsehfilm)
- 2015: A Fat Cherry Cake (Kurzfilm)
- 2015: Jabberwock (Miniserie)
- 2015: Aftermath (Kurzfilm)
- 2016: From Francis to Frank (Kurzfilm)
- 2016: The Flame (Kurzfilm)
- 2016: Lost in Diagnosis (Kurzfilm)
- 2016: All Stars (Fernsehserie)
- 2017: My Crazy Sex (Fernsehserie, Episode 1x02)
- 2017: Operation Dünkirchen (Operation Dunkirk)
- 2017: Teach a Bird to Talk (Kurzfilm)
- 2017: Anonymous (Kurzfilm)
- 2018: The Hazards of Iris (Kurzfilm)
- 2018: End of the Night (Kurzfilm)
- 2018: The Force Uncharted (Kurzfilm)
- 2018: Danger One
- 2018: Deacon
- 2018: Rift
- 2018: Shine Bright
- 2019: Soul Hunters
- 2019: Half Off Heroes (Fernsehfilm)
- 2019: Cross 3
- 2021: Lovers in A Dangerous Time
- 2021: Nova Vita (Fernsehserie, Episode 1x03)
- 2023: Falling Sons

### Synchronisationen
- 2015: Finding Forty-Eight (Kurzfilm)
- 2015: Sparked (Kurzfilm)

### Regie
- 2006: Complex (Kurzfilm)
- 2006: Equinox
- 2007: Clockturn (Kurzfilm)
- 2007: Clarity (Kurzfilm)
- 2007: Clockwork
- 2008: Moments
- 2009: The Summer Fall (Kurzfilm)
- 2009: Cabin Pressure (Kurzfilm)
- 2009: The Broken Dawn (Kurzfilm)
- 2010: Liquor Day Saints
- 2013: Uncharted: Hidden Tyrants (Kurzfilm)
- 2014: The Boardroom (Kurzfilm)
- 2014–2016: Oh the Humanity! (Fernsehserie, 5 Episoden)
- 2015: Finding Forty-Eight (Kurzfilm)
- 2015: Sparked (Kurzfilm)
- 2015: Andy the Android Dick (Fernsehserie, 9 Episoden)
- 2016: Ronis do Brasil (Dokumentation)
- 2016: Blind (Kurzfilm)
- 2018: Session 60 (Kurzfilm)
- 2018: The Force Uncharted (Kurzfilm)
- 2018: Deacon
- 2023: Falling Sons

### Produktion
- 2006: Complex (Kurzfilm)
- 2006: Equinox
- 2007: Clockturn (Kurzfilm)
- 2007: Clarity (Kurzfilm)
- 2007: Clockwork
- 2008: Moments
- 2009: The Summer Fall (Kurzfilm)
- 2009: Cabin Pressure (Kurzfilm)
- 2009: The Broken Dawn (Kurzfilm)
- 2010: Liquor Day Saints (Kurzfilm)
- 2013: Uncharted: Hidden Tyrants (Kurzfilm)
- 2013: Hearts & Spades (Kurzfilm)
- 2014: The Boardroom (Kurzfilm)
- 2014–2016: Oh the Humanity! (Fernsehserie, 5 Episoden)
- 2015: Finding Forty-Eight (Kurzfilm)
- 2015: Sparked (Kurzfilm)
- 2016: Ronis do Brasil (Dokumentation)
- 2016: The Flame (Kurzfilm)
- 2016: Blind (Kurzfilm)
- 2017: Anonymous (Kurzfilm)
- 2018: Session 60 (Kurzfilm)
- 2018: The Hazards of Iris (Kurzfilm)
- 2018: The Force Uncharted (Kurzfilm)
- 2018: Deacon
- 2019: From the Mountaintop (Kurzfilm)
- 2023: Falling Sons

### Drehbuch
- 2006: Complex (Kurzfilm)
- 2006: Equinox
- 2007: Clockturn (Kurzfilm)
- 2007: Clarity (Kurzfilm)
- 2007: Clockwork
- 2008: Moments
- 2009: The Summer Fall (Kurzfilm)
- 2009: Cabin Pressure (Kurzfilm)
- 2009: The Broken Dawn (Kurzfilm)
- 2010: Liquor Day Saints
- 2013: Uncharted: Hidden Tyrants (Kurzfilm)
- 2013: Hearts & Spades (Kurzfilm)
- 2014: The Boardroom (Kurzfilm)
- 2014–2016: Oh the Humanity! (Fernsehserie, 5 Episoden)
- 2016: Blind (Kurzfilm)
- 2018: Session 60 (Kurzfilm)
- 2018: The Force Uncharted (Kurzfilm)
- 2018: Deacon (Kurzfilm)
- 2023: Falling Sons

### Filmschnitt
- 2006: Complex (Kurzfilm)
- 2006: Equinox
- 2007: Clockturn (Kurzfilm)
- 2007: Clarity (Kurzfilm)
- 2007: Clockwork
- 2008: Moments
- 2009: The Summer Fall (Kurzfilm)
- 2009: Cabin Pressure (Kurzfilm)
- 2009: The Broken Dawn (Kurzfilm)
- 2010: Liquor Day Saints
- 2013: Uncharted: Hidden Tyrants (Kurzfilm)
- 2013: Hearts & Spades (Kurzfilm)
- 2014: Oh the Humanity! (Fernsehserie, Episode 1x01)
- 2014: The Boardroom (Kurzfilm)
- 2015: Finding Forty-Eight (Kurzfilm)
- 2015: Sparked (Kurzfilm)
- 2015: Andy the Android Dick (Fernsehserie, Episode 1x02)
- 2016: Ronis do Brasil (Dokumentation)
- 2016: Blind (Kurzfilm)
- 2018: The Force Uncharted (Kurzfilm)
- 2018: Deacon
- 2021: Deity (Kurzfilm)
- 2023: Falling Sons

### Kamera
- 2006: Complex (Kurzfilm)
- 2006: Equinox
- 2007: Clockturn (Kurzfilm)
- 2007: Clarity (Kurzfilm)
- 2007: Clockwork
- 2008: Moments
- 2009: Cabin Pressure (Kurzfilm)
- 2010: Liquor Day Saints
- 2014: Oh the Humanity! (Fernsehserie)
- 2014: The Boardroom (Kurzfilm)
- 2015: How to Live Without Experience (Fernsehserie)
- 2015: Andy the Android Dick (Fernsehserie)
- 2016: Ronis do Brasil (Dokumentation)
- 2018: The Force Uncharted (Kurzfilm)
- 2019: From the Mountaintop (Kurzfilm)